# Lübeckische Anzeigen
Die Lübeckischen Anzeigen waren eine Zeitung, die von 1751 bis 1933 in Lübeck erschien.
Als die Lübeckischen Anzeigen 1926 auf ihr 175-jähriges Bestehen zurückblickten, gehörten sie zu den ältesten regelmäßig erscheinenden Zeitungen Deutschlands. Als eine der ältesten galt die Frankfurter Postzeitung (1615) und die Leipziger Zeitung (1660). Aus dem 18. Jahrhundert waren es die Magdeburgische Zeitung, Jenaische Zeitung, Rostocker Zeitung oder die Augsburger Zeitung. Viele von ihnen existierten zu jenem Zeitpunkt schon nicht mehr.

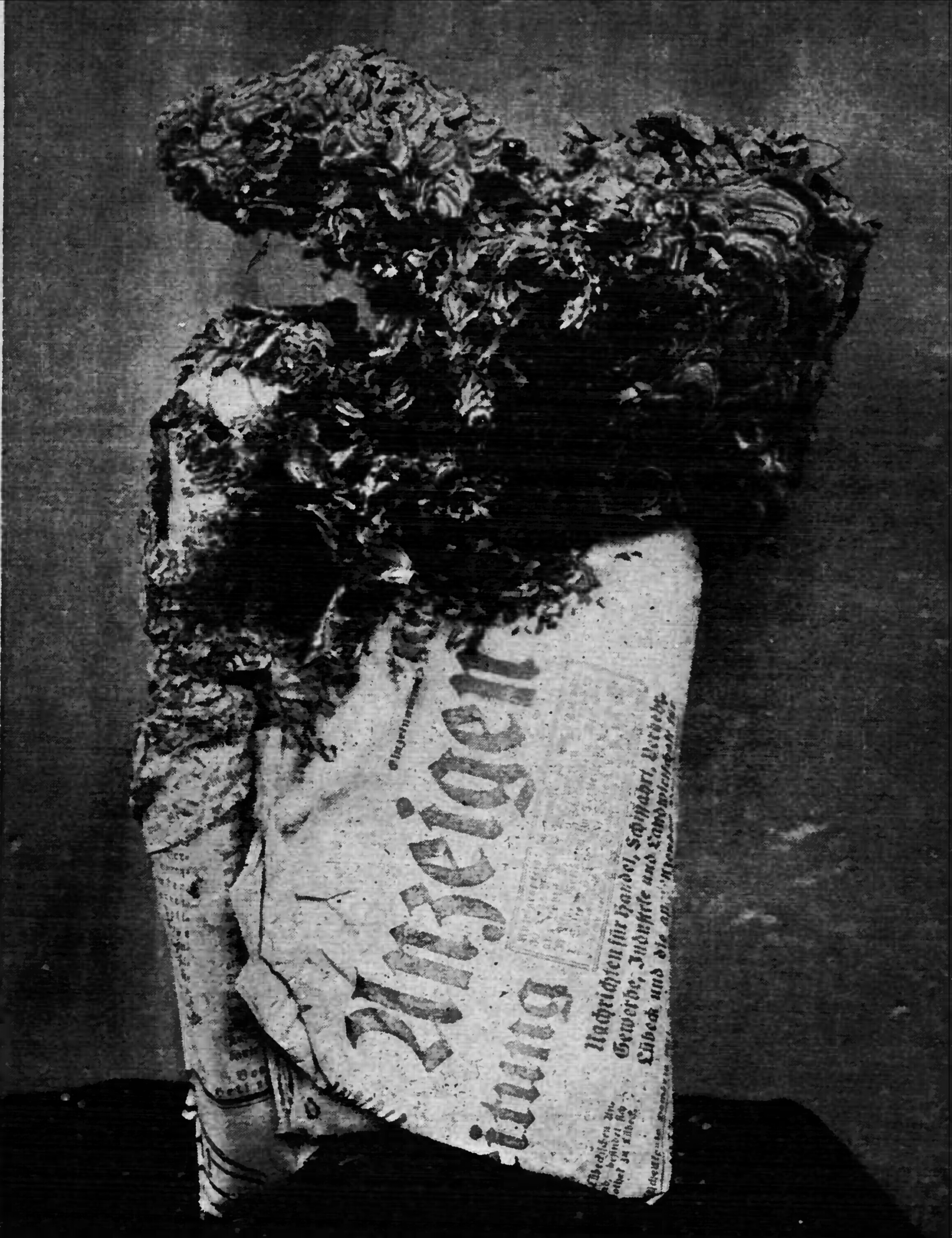
Ein Wespennest in den Lübeckischen Anzeigen (1933)

## Vorgeschichte
Ludwig Dietz aus Speyer begründete 1524 die erste Druckerei Lübecks. Sie ging 1531 in den Besitz Johann Ballhorns über. Lorenz Albrecht führte sie ab 1599; seine Erben verkauften sie 1608 an Samuel Jauch. Sein Nachfolger wurde 1629 Valentin Schmalherz, dessen Witwe sie nach seinem Tode weiterführte. Ab 1680 führte ihr Sohn Moritz Valentin Schmalherz die Druckerei. Johann Nicolaus Green besaß als dessen Nachfolger somit die erste und älteste Druckerei der Stadt.
Zu jener Zeit bestand bereits eine zweite Druckerei. Ihr Besitzer war Gottfried Jäger. Auch im Umfeld Lübecks – in Mecklenburg, Holstein oder Sachsen-Lauenburg – entstanden Druckereien, die dem einstigen Monopolisten Konkurrenz machten.

## Geschichte

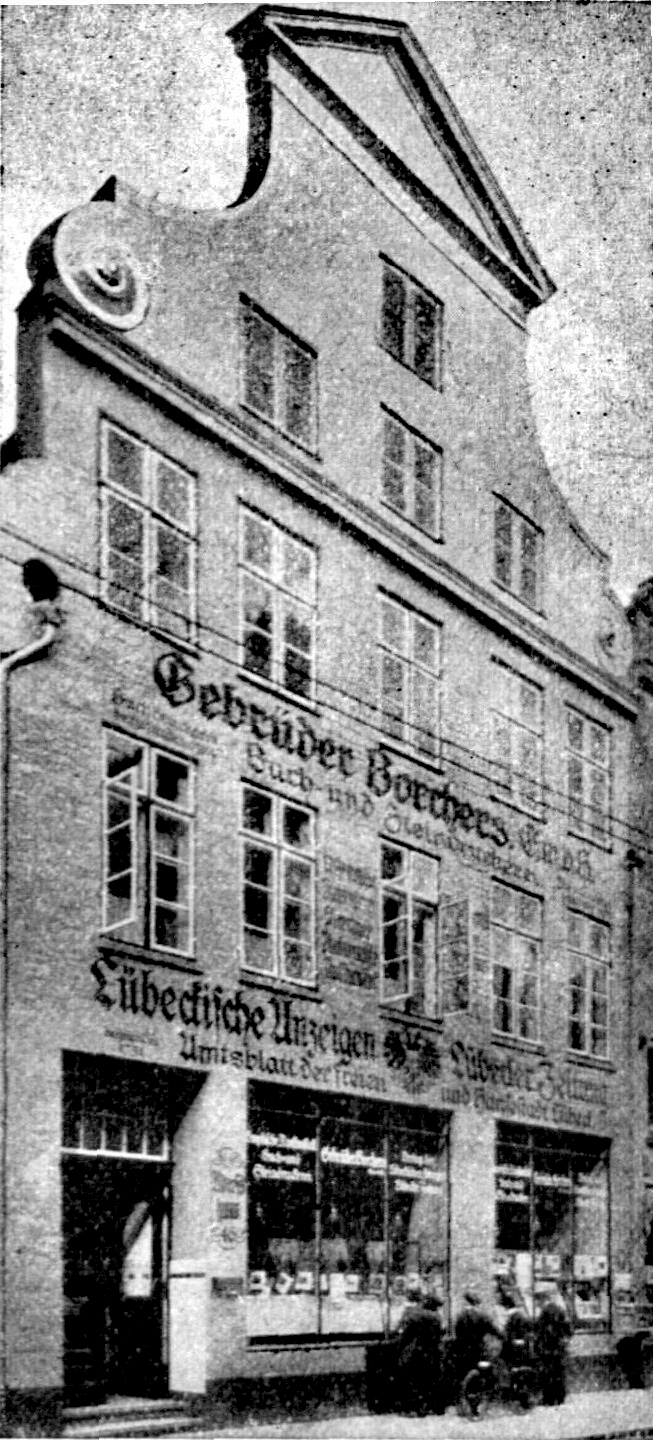
Geschäftshaus (1926)

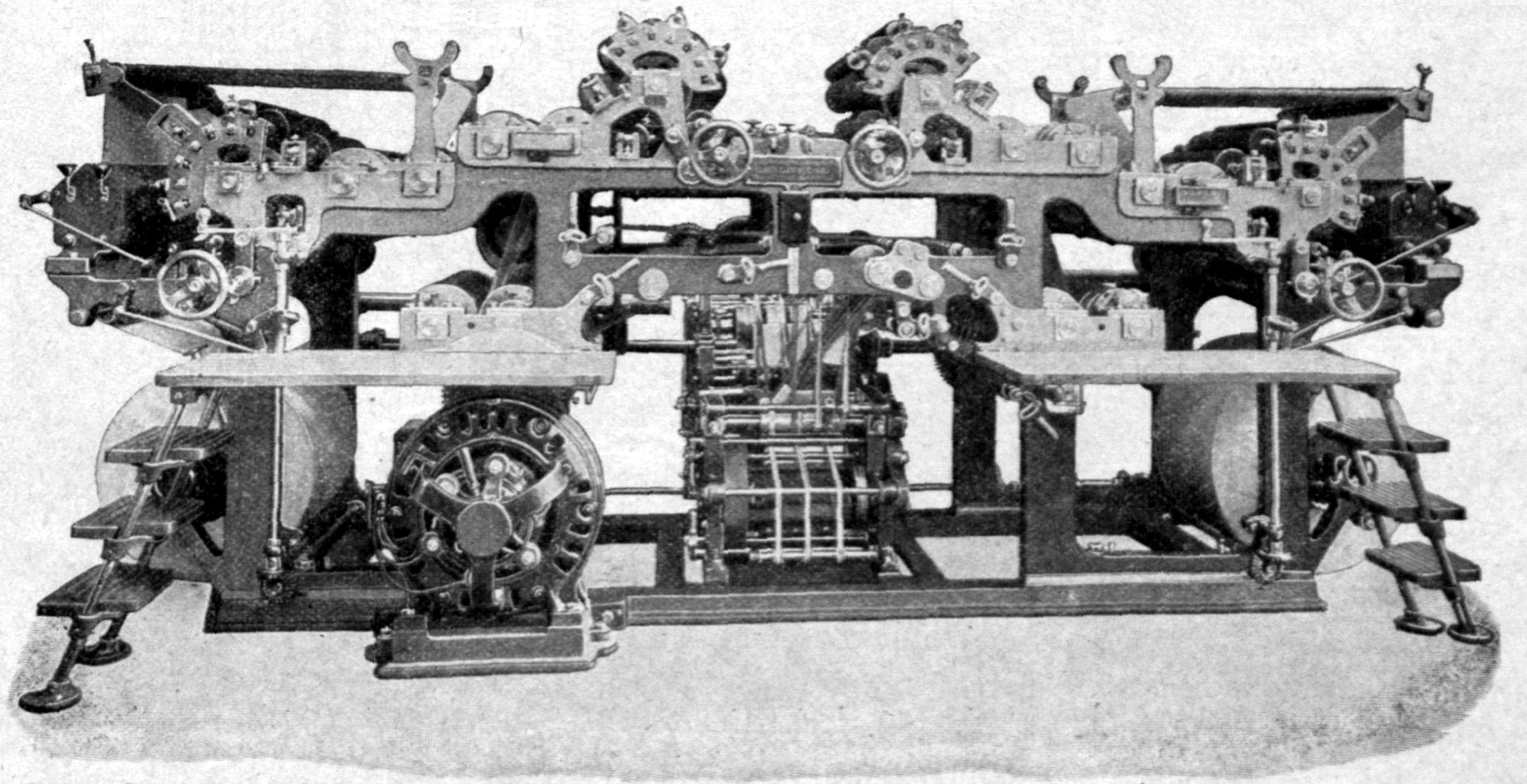
Zweifache Rotationsmaschine der Schnellpressenfabrik Frankenthal Albert & Co. A. G.

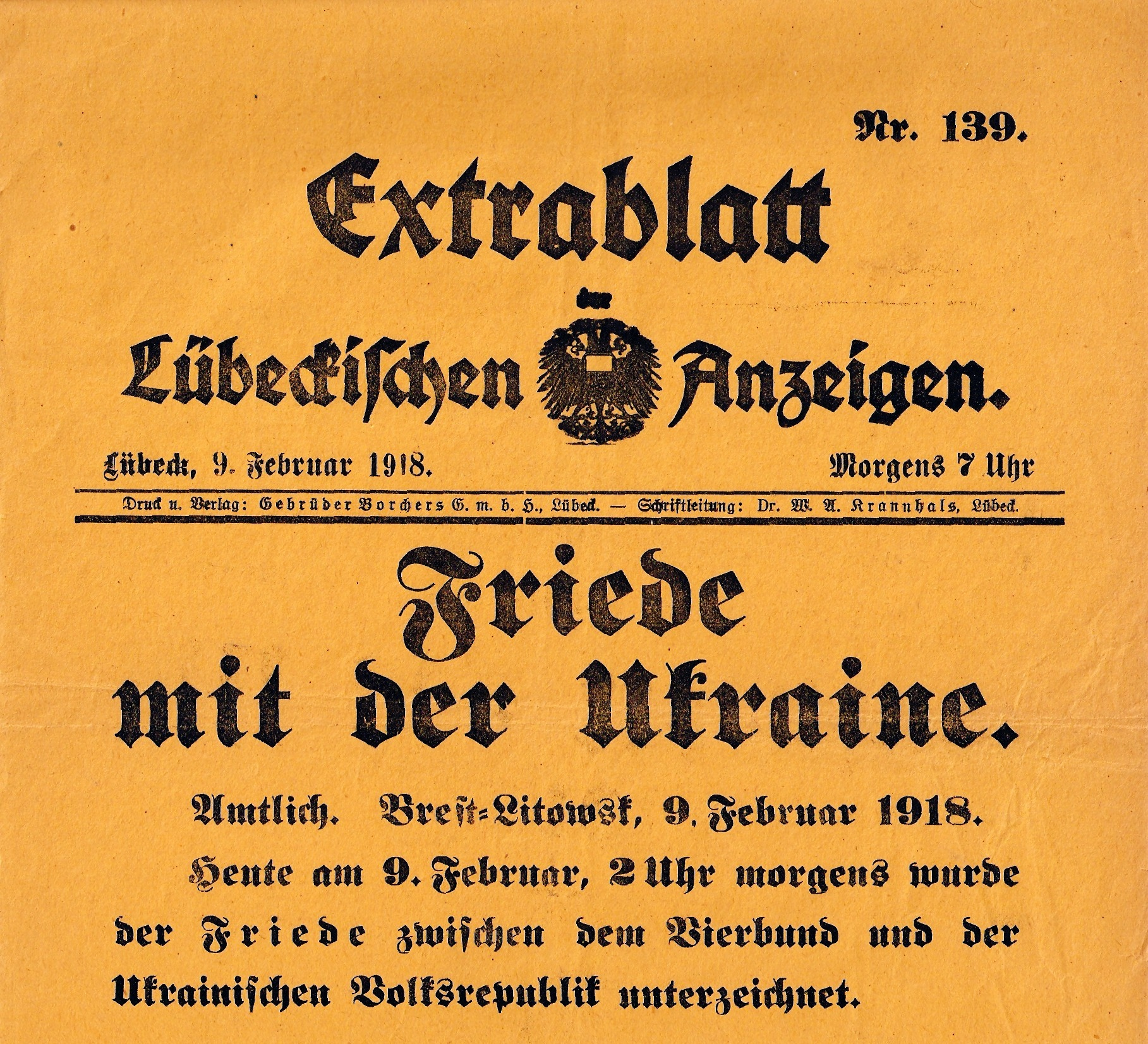
Sonderdepesche vom 9. Februar 1918

### Zeitung
Der am 3. März 1724 zum Ratsbuchdrucker ernannte Johann Nicolaus Green gab am 9. Januar 1751 bekannt, dass der Rat ihm die Erlaubnis gegeben habe, ab März ein wöchentliches Anzeigen- und Intelligenzblatt unter dem Titel Lübeckische Anzeigen herauszugeben. In diesem sollten Nachrichten über Magistratswahlen und Neubesetzungen anderer Ämter, Sterbefälle bekannter Personen, die Ankunft durchreisender Fürstlichkeiten und Obrigkeitliche Verordnungen stehen.
Die Blätter erschienen samstags. Eine Ausgabe kostete einen Schilling Lübisch, das Jahresabonnement drei Mark Courant. Da der Druck der Blätter einen ganzen Tag in Anspruch nahm, war bereits am Donnerstagabend Annahmeschluss für Anzeigen und Annoncen.
Wie beliebt das Blatt war, kann man schon wenig später den Stücken, damalige Bezeichnung für Nummern, entnehmen. In einem Vermerk wird angegeben, bei wem in Hamburg, Kiel und Wismar das Blatt verkauft wird. Das Verzeichnis über die in den Lübecker Hafen eingelaufenen oder die in Ladung nach auswärts befindlichen Schiffe wurde zu einem wichtigen Bestandteil der Zeitung.
Es finden sich in ihnen keine Nachrichten über den seinerzeit tobenden Siebenjährigen Krieg, wohl aber längere Abhandlungen über den Wert und Nutzen des Tobak-Rauchens. Die Nachricht über das Erdbeben von Lissabon benötigte drei Wochen um Lübeck zu erreichen.
Seit Ostern 1761 erschien mittwochs ein zusätzlicher Beytrag und ab 1762 lag der Spielplan der in jenem Jahr begründeten Lübeckischen Stadt-Lotterey jeder Ausgabe bei. Ab dem letzten Jahrzehnt des 18. Jahrhunderts wurde der Brauch, Todesfälle auch aus den bürgerlichen Kreisen bekannt zu machen, allgemein üblich.
Anhand der zu Jahresbeginn ausgewiesenen Statistiken über Trauungen, Geburten und Sterbefälle wurde das Bevölkerungswachstum in Zeiten, als man noch keine Volkszählungen kannte, ermittelt.
Am 18. Februar 1796 erschien eine Verordnung „wegen Ansiedelung fremder Unbekannter in Lübeck“. Neben dem Bericht über die Kaiserwahl Leopolds II. war dies der einzige Niederschlag der Zeitgeschichte in den Anzeigen.
Vom 1793 an erscheinen die Lübeckischen Anzeigen in ihrem Hauptblatt zweimal wöchentlich.
Im Januar 1798 wurde der erste Aufsatz über ein treffliches Kulturbild und gibt eine anschauliche Beschreibung der öffentlichen Zustände in der Stadt zum Ende des 18. Jahrhunderts.
Ab 1799 wurde das Blatt übersichtlicher. Die lose Folge von Annoncen und Anzeigen wurde in Rubriken unterteilt.
Seit dem 4. Januar 1812 hatten die Lübeckischen Anzeigen in französischer und deutscher Sprache unter dem Titel Affiches, Annonces et Avis divers de Lubeck oder Lübeckische Anzeigen zu erscheinen. Per Dekret Napoleons vom 22. Dezember 1812, das die Zeitung am 20. Januar 1813 veröffentlichte, wurde diese Verpflichtung wieder aufgehoben und es erschienen wieder die Lübeckischen Anzeigen. Nachdem Oberst Benkendorf mit seinen Kosaken am 21. März in Lübeck einzog, richtete sich in der Ausgabe vom 24. März Oberst Friedrich Karl von Tettenborn von Hamburg aus an die Lübecker Einwohnerschaft und verkündete, dass nun ein Hanseatisches Corps gegründet werde. Auch der Senat sowie Oberst Benkendorf forderten in derselben Ausgabe zum Eintritt in die Hanseatische Legion auf.
Als nach der Ablösung der französischen Truppen spanische in Lübeck einzogen, bürgerte sich mit diesen das Zigarettenrauchen in Lübeck ein. Die Lübeckischen Anzeigen des 12. Septembers tadelten diese neue Sitte zwar vernichtend, vermochten sie aber dennoch nicht mehr zurückzudrängen.
Das in Lübeck errichtete Korps sollte aus Jägern zu Fuß und zu Pferde bestehen. Für diejenigen, die sich in eigener Ausrüstung stellten, war die Uniform der Truppe im Einzelnen beschrieben. Sie sollte aus einem dunkelgrünen Kaftan oder Überrock bestehen, in weiten Pantalons gleicher Farbe, unter denen Stiefel getragen werden sollten, und in grauen Mützen mit oder ohne Schirm. In den nächsten Tagen meldeten sich bei dem im Hause des Senators Nölting errichteten Bureau 272 Freiwillige.
Des Weiteren wurde die sofortige Aufhebung der Handelssperre gegen England, womit die seit ihr daniederliegende Lübecker Wirtschaft wieder erwachte, bekanntgegeben.
Ab 1809 führte Borchers, dem Beispiel Hamburgs, Hannovers und anderer Städte folgend, Verbesserungen der Zeitung durch. Diese nahm man schon äußerlich wahr, denn ab der ersten Nummer des Jahres wurde wieder der Lübecker Adler mit doppelter Umrandung im Titel geführt. Mit der Einverleibung der Stadt in das französische Kaiserreich im Jahr 1812 sollte dieser wieder verschwinden und durch das Französische Wappenschild mit dem französischen Adler ersetzt werden. Nach der endgültigen Vertreibung der Franzosen kehrt der Lübeckische Adler zurück. Die leitenden Aufsätze behandelten nun historische, geographische, naturwissenschaftliche und medizinische Themen.
Da der Umfang des Blattes der gleiche blieb, die Bekanntmachungen und Dekrete aber immer mehr Platz beanspruchten, bürgerte sich ab den 20er Jahren der Brauch der Sonderbeilagen ein. Bisher beschränkten sie sich auf die halbjährlichen Stundenpläne des Katharineums und die Spielpläne der 1814 wieder eingeführten früheren Stadtlotterie. Das Oberlandesgericht der vier Freien Städte, das seit 1820 seinen Sitz in Lübeck hatte, veröffentlichte in ihnen monatlich die gefällten Urteile. Außer diesen trat die Gemeinnützige Beilage hinzu.
Da der Umfang der Nachrichten dennoch zunahm, erschienen ab dem 1. Januar 1845 die Lübeckischen Anzeigen viermal wöchentlich. Obwohl auch der Umfang der einzelnen Nummern sich verdoppelte, war er nicht hinreichend. Ab dem 1. April 1848 erschienen die Lübeckischen Anzeigen täglich. Der Ausgabe vom 17. April 1848 lag die erste Wählerliste zur Vertretung der Bürgerschaft bei.
Nach und nach verschwanden nun die leitenden Aufsätze. An ihre Stelle traten die Senats- und Behördenbekanntmachungen, gefolgt von den Inseraten und Anzeigen, die Nachrichten über Handel und Schifffahrt.
Am 6. März 1851 bestanden die Lübeckischen Anzeigen 100 Jahre.
Zum 1. April 1854 wurden die Lübeckischen Anzeigen Amtsblatt der Freien und Hansestadt Lübeck.
Die Lübeckischen Anzeigen waren das, was ihr Titel besagte, die 1866 eingegangene Lübecker Zeitung war das ergänzende Gegenstück. Dessen Fehlen machte sich mit der Zeit so bemerkbar, dass in der Ausgabe vom 31. Dezember 1869 eine entsprechende Ergänzung angekündigt wurde.
Ab dem 12. Januar 1870 erschienen die Lübeckischen Anzeigen im Folio-Format statt wie bisher im Quart. Mit der Nachricht von der Kriegserklärung von 1870 nahmen die Telegramme in ihnen von nun an einen immer größer werdenden Raum ein. Ab September bereicherten regelmäßige Kritiken der am Theater aufgeführten Stücke die Zeitung. Die Nachrichten wurden zudem Streng objektiv veröffentlicht.
Schon am 26. Januar 1871 erließ der Senat Lübecks, jetzt wieder Reichsstadt, die erste Bekanntmachung wegen der Wahl eines lübeckischen Reichstagsabgeordneten. Zwei Tage darauf vermeldete die Zeitung die bevorstehende Bildung eines Garnisonsbataillons.
Nachdem der Krieg beendet war, wurden die politischen Erweiterungen des Blattes wieder zurückgenommen. Am 1. Oktober 1872 erschien dafür die erste Nummer der Lübecker Zeitung deren erster Chefredakteur Friedrich Crome war, zu jener Zeit Prokurator am Oberappellationsgericht. Sie erschien abends und ergänzte so die morgendlich erscheinenden Lübeckischen Anzeigen. Beide Blätter des Verlags sollten nun zwanzig Jahre nebeneinander bestehen.

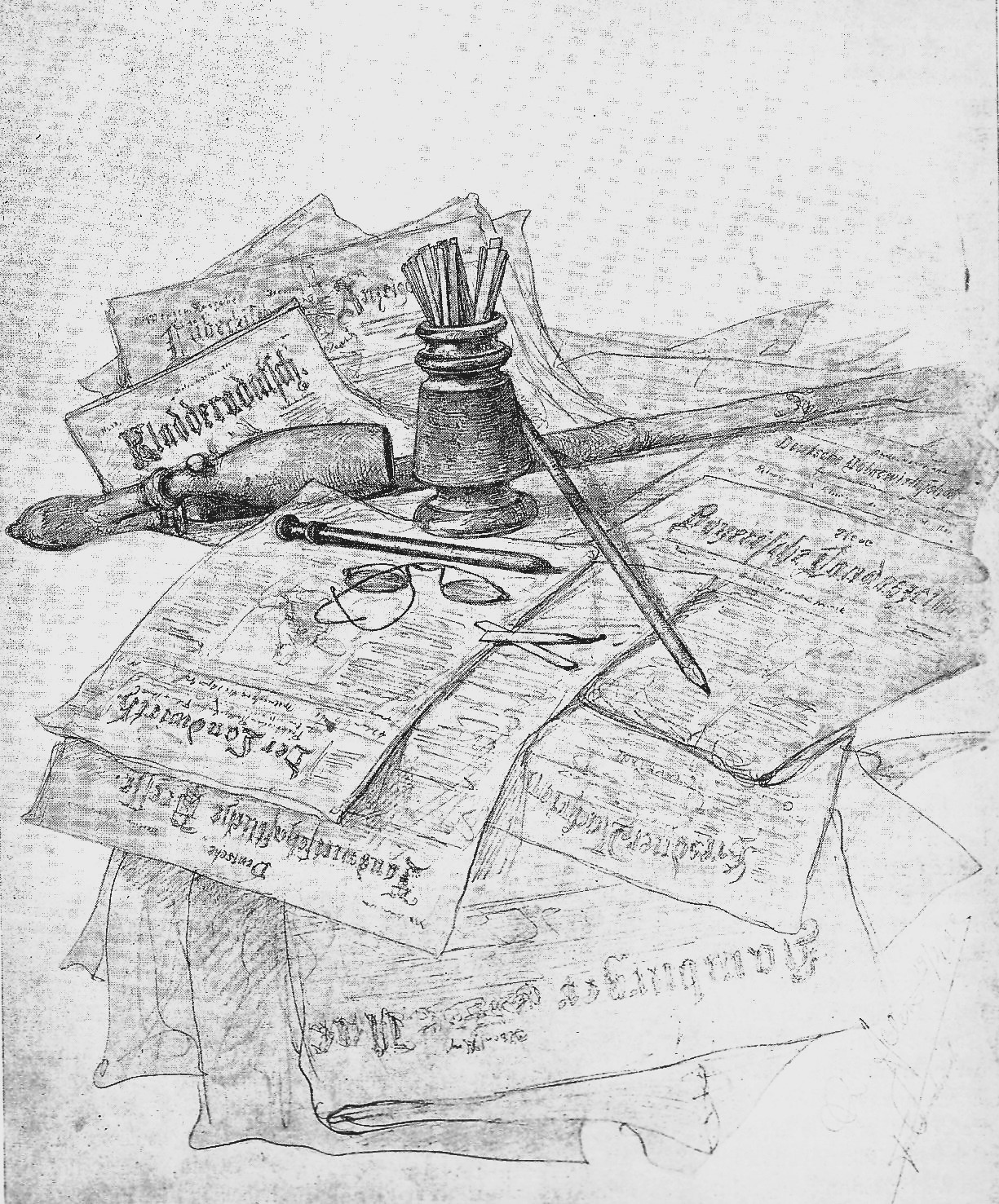
Fürst v. Bismarcks Lesetisch, auf dem auch stets die Lübeckischen Anzeigen zu finden waren; aus Fürst Bismarck in Friedrichsruh von C. W. Allers (1892)

Die Räumlichkeiten im alten „Adresshaus“ erwiesen sich bald als zu gering. 1885 erwarb man das Haus in der Königstraße No. 46 und übertrug den Namen Adresshaus auf den neuen Sitz des Verlages, in den er nach Um- und Anbauten am 29. März 1886 übersiedelte. Der Verlag Gebrüder Borchers vereinte so ab dem 5. April seine bisher getrennten Geschäfte unter einem Dach.
Am Abend des 19. September 1890 erschien die letzte Nummer der Lübecker Zeitung und so erschienen die Lübeckischen Anzeigen von da an, eine Morgen- und eine Abendausgabe, 13 Mal in der Woche und hatten sie zu einer modernen Zeitung werden lassen.
Als besondere Ehre wurde das Schreiben vom 3. März 1891 von Otto von Bismarck an die Lübeckischen Anzeigen empfunden. Der Fürst ging auf einen Artikel über die seinerzeitige Anwesenheit der Kaiserin Friedrich in Paris ein und verlieh seinen Dank über die fortlaufende Zustellung der Zeitung zu ihm nach Friedrichsruh Ausdruck. Auf dem von Christian Wilhelm Allers gezeichneten Bilde Bismarcks Lesetisch befindet sich neben den besten nationalen Blätter auch eine Ausgabe der Lübeckischen Anzeigen.
Neben der zweimal täglich erscheinenden Großen Ausgabe wurde am 1. April 1892 eine Kleine Ausgabe der Anzeigen für den „kleinen Mann“ ins Leben gerufen.
Am 1. Oktober 1898 wurden die Vaterstädtischen Blätter als Sonntagsbeiblatt der Lübeckischen Anzeigen, das ausschließlich vaterstädtische Angelegenheiten behandelte, ins Leben gerufen.
Ein Jahr darauf wurde der Großen Ausgabe als Beiblatt das Gesetz- und Verordnungsblatt hinzugefügt. Alleiniges Amtsblatt sollten sie bis 1923 bleiben.
Um der fortschreitenden Anforderungen des Druckwesens gewachsen zu sein, trug diesen der Verlag mit der Inbetriebnahme einer zweifachen oder Zwillings-Rotationsmaschine der Schnellpressen-Fabrik Frankenthal Albert & Co., Akt. Ges. in Frankenthal, am 26. Juli 1904 Rechnung. Die Aufstellung unter der Leitung durch einen von der Fabrik abgeordneten Techniker hatte drei Wochen in Anspruch genommen.

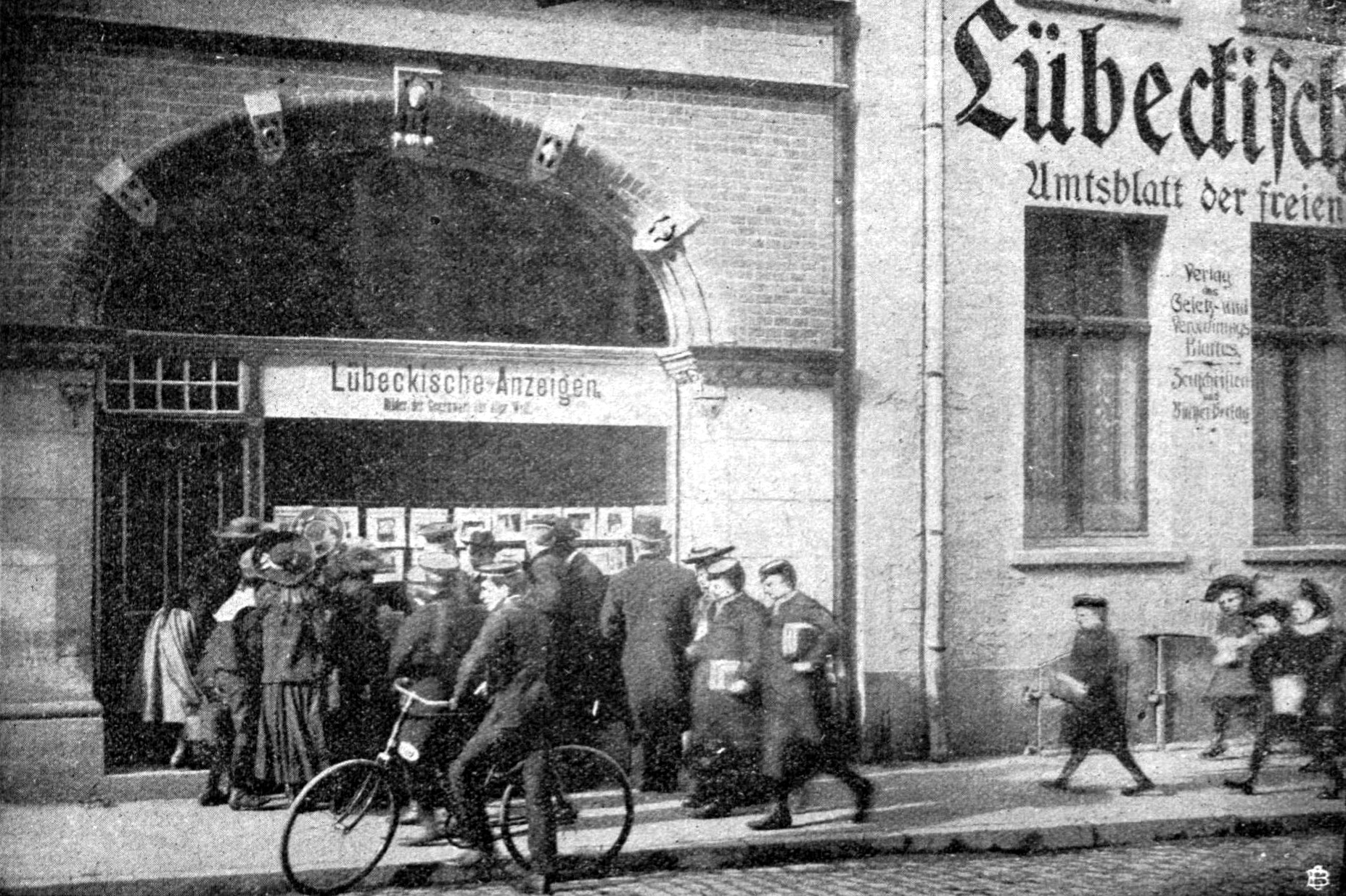
Aushangschaufenster der „Lübeckischen Anzeigen“ für „Bilder der Gegenwart aus aller Welt“.

Ein Aushang des Verlags der Lübeckische Anzeigen betitelte sich „Bilder der Gegenwart aus aller Welt“. Der Aushang von Fotografien und Weltereignissen aller Art war zunächst neben der Zigarrenhandlung von Otto Borchert und an dem Geschäftshaus gelegen. Es stellte sich diese Auslage mit der Zeit als zu klein heraus und der Verlag traf mit dem Besitzer des neben dem Geschäftshaus gelegenen Grundstückes Königsstraße 46a eine dahingehende Vereinbarung, dass ab dem 1. März 1905 der Aushang in dem dem Adresshause zunächst gelegenen Schaufenster erfolgte.

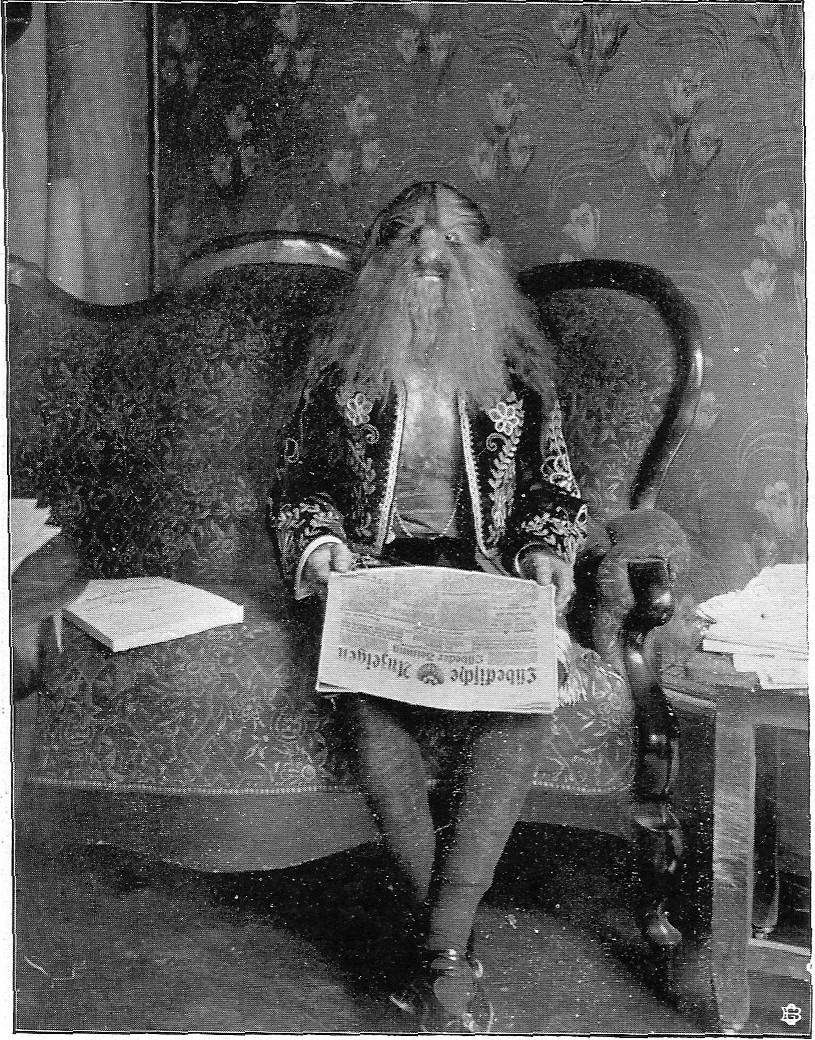
Der „Löwenmensch“ zu Gast bei den Lübeckischen Anzeigen, 1909

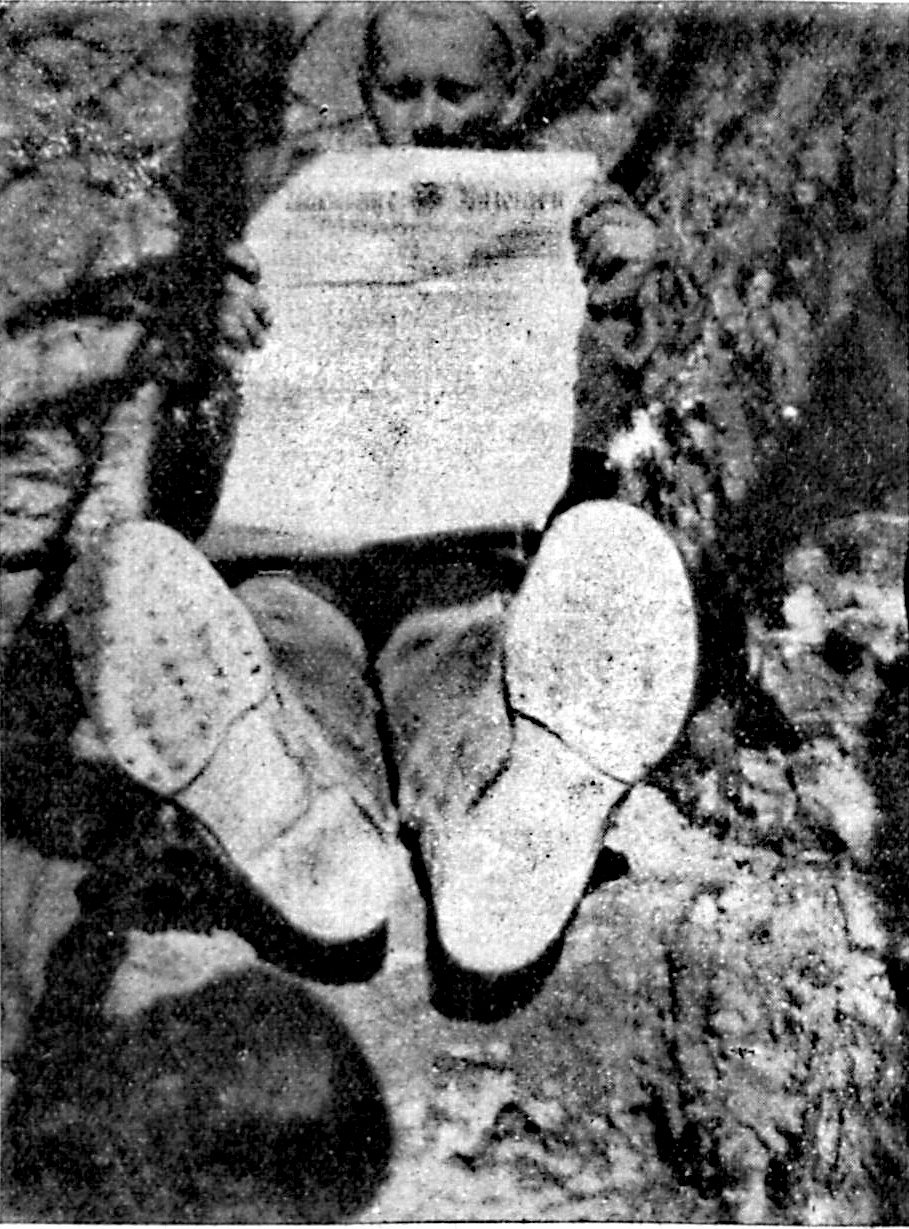
Die Lübeckischen Anzeigen während des Krieges im Feld

Vor dem Lübecker Volks- und Erinnerungsfest des Jahres 1909 war die Attraktion des dortigen indischen Tempels, der Löwenmensch, zu Gast in den Räumen der Zeitung. Der junge Russe war, wie es in deren Vaterstädtischen Blättern darauf vermeldet wurde, ein gebildeter Mann. Dieser erklärte sich bereit, sich auf dem Sofa des Redaktionszimmers sitzend fotografieren zu lassen und machte, wie man auf dem nebenstehenden Bilde erkennt, „ein freundliches Gesicht“.
Während des Krieges steigerte die schnelle Verbreitung der Sonderdepeschen das Ansehen des Blattes. Täglich wurden zudem mehrere Exemplare an das Heimische Regiment im Felde gesandt.
Bedingt durch die Inflation erschienen die Lübeckischen Anzeigen seit dem 15. September 1923 nur noch einmal täglich.
Deren Lokaler Teil wurde ausgebaut. Neben den Vaterstädtischen Blättern traten nunmehr der Familienfreund, Die Frau in Haus und Staat sowie die wöchentlich erscheinende illustrierte Beilage Leben im Bild hinzu.
In ihrer Sonntags-Ausgabe vom 26. Juli 1924 meldeten die Lübeckischen Anzeigen ihren Lesern stolz, dass sie ihnen erstmals durch das Radio empfangene politische Meldungen mitteilen konnten. Die bereits im Mai installierte Radio-Anlage arbeitete jetzt fehlerfrei und garantierte eine noch zeitnähere Übermittlung der Nachrichten aus dem In- und Auslande.
Zum 175-jährigen Bestehen traf ein Glückwunschschreiben des Reichskanzlers Hans Luther, als bekanntester Gratulant, im Verlagshaus ein.
Am 30. Dezember 1933 erschien die letzte Ausgabe der Lübeckischen Anzeigen. Die in ihr abgedruckten Leserbriefe über das Ende der Zeitung lassen darauf schließen, dass der Verlag, und somit die Zeitung, im Zuge der Gleichschaltung im Zeitungswesen liquidiert wurde. Der Autor des Nachrufs, Wilhelm Dahms, schrieb 1939 in den Lübeckischen Blättern, dass Dahms den Niedergang seiner Zeitung habe miterleben müssen. Wenn man dahingegen die genannten Leserbriefe liest, durchweg von namhaften Bürgern Lübecks, künden diese von einem überraschenden Ende des Blattes.
Die Rechte gingen mit Ablauf des 31. Dezembers 1933 an den Konkurrenten, den General-Anzeiger über, der sie verfallen ließ.

### Gebrüder Borchers

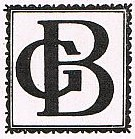
Logo der Gebrüder Borchers von 1921

Johann Nicolaus Green war 1766 gestorben, sein Sohn und Nachfolger am 27. April 1792. Für dessen Witwe, die bis 1807 lebte, leitete Johann Hinrich Borchers, der in ihr schon seit Jahren als Gehülfe und Faktor tätig war, die Druckerei und die Herausgabe der Zeitung. Deren Geschäfte übernahm er 1807 selbstständig.
Am 1. Juni 1805 wurde Bonaventura Christoph Borchers als Lehrling in das Lehrlings-Ein- und Ausschreibebuch eingetragen und am 25. Dezember 1808 als Gehilfe losgesprochen. Das Privileg des Senates erhielt J. H. Borchers am 2. April 1808. Paul Gottlieb Borchers wurde ab 12. August 1810 Lehrling. 1813 erhielt Borchers das Privileg eine politische Zeitung herauszugeben.
Nach dem Tode Borchers (1814) und dessen Witwe (1821) übernahmen die Söhne die Druckerei unter dem Namen Gebrüder Borchers. Die Druckerei erfuhr im Jahre 1828 durch den Erwerb der Schlegel’sche Steindruckerei eine bedeutende Erweiterung. Schlegel hatte Lübecks erste Steindruckerei 1826, also kurz nach der Steindruckerkunst durch Alois Senefelder, begründet. Diese siedelte 1835 von der Glockengießerstraße in ein Nebenhaus der Buchdruckerei.
Nachdem 1867 der letzte Borchers verstorben war, übernahmen Crome und Direktor Georg Wilhelm Daniel Rey, er hatte eine Borchers geheiratet, die Firma.
Zum 1. Januar 1872 wurde der Firma vom Senat die Herstellung der Drucksachen vom Senat übertragen.
Maximilian Bürkner, Bürgermeister a. D., trat am 1. März 1890 als Teilhaber in die Firma ein.
Ab Oktober 1890 wurden die Lübeckischen Anzeigen auf einer Rotationsmaschine gedruckt.
Paul Wilhelm Adolf Rey trat als Teilhaber in die Firma ein. Als sein Vater im Folgejahr starb, wurde Anna Pauline Rey am nächsten Tag Teilhaberin der Firma.

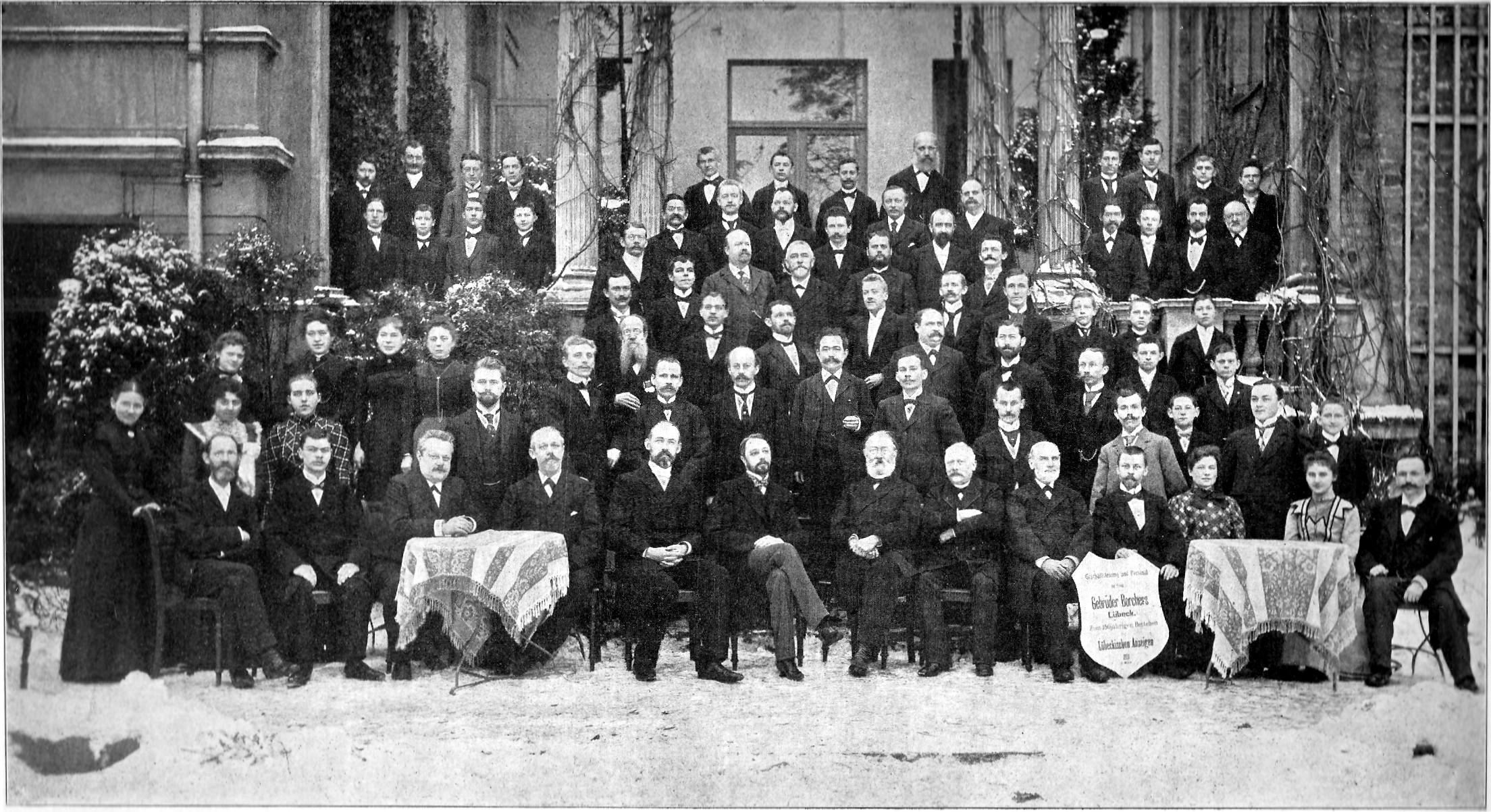
Inhaber, Geschäftsleitung und Mitarbeiter der Firma Gebrüder Borchers in Lübeck im Jahre 1901

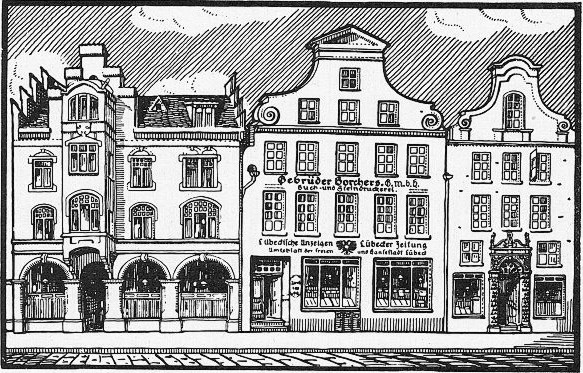
Firmengebäude anno 1921

Am 16. November 1906 wurde die Firma in eine Familien-G.m.b.H. umgewandelt. Wilhelm Dahms, der seit 1874 in der Firma und zu jenem Zeitpunkt deren Geschäftsführer war, wurde ihr Teilhaber. Bei der Liquidation war Dahms allein verantwortlich.
Anno 1921 waren die Schrifttypen von Eckmann bis Behrens, Hupp, Lucian Bernhard, Prof. Glaß, Prof. Tiemann und Prof. Czeska aus den Schriftgießereien Gebr. Klingspor, Gentzsch & Heyse, Wilhelm Woellmer, J. G. Schelter & Giesecke, H. Berthold AG, Ludwig & Meyer sowie D. Stempel in der Druckerei vertreten.
Das Vorderhaus wurde in den Jahren 1919/20 umgebaut. Die Nachbargrundstücke, Königstraße 44 und 46a hinzuerworben. Die nebenstehende Abbildung zeigt die Vorderseite des der Firma gehörenden Grundbesitzes.
In ihren kaufmännischen und technischen, Schriftleitungs- und Verlagsbetrieb bestand die Belegschaft 1921 aus zwei Geschäftsführern, sechs Redakteuren (darunter ein Handelsredakteur für Skandinavien und zwei Stenographen), zwölf kaufmännische und 80 technische Angestellte sowie 40 Boten und Botinnen für Druckerei und Zeitungsbetrieb.
Der Maschinenpark der Buch- und Steindruckerei umfasste neun Schnellpressen, eine Rotationsmaschine, zwölf Tiegel- und Hilfsdruckpressen, Stereotypie-Einrichtung mit Gießinstrument und Kalander, 16 Setzmaschinen, vier Papierschneidemaschinen. Ein vollständig eingerichtetes lithographisches und photographisches Atelier, automatische Ätzeinrichtung und Ätzmaschinenanlage, eine vollständig eingerichtete Maschinenbau- und Schlosser-Hilfswerkstatt.
Vom Keller bis zum vierten Obergeschoss standen je zwei Kraft- und Handlastenaufzüge zur Verfügung. Im Keller war die Zentralheizung der Firma. In zwei großen Schaufenstern wurden die neusten Zeitungs- und sonstige Verlagssachen sowie Druckmuster ausgelegt.

### Lübecker Zeitung

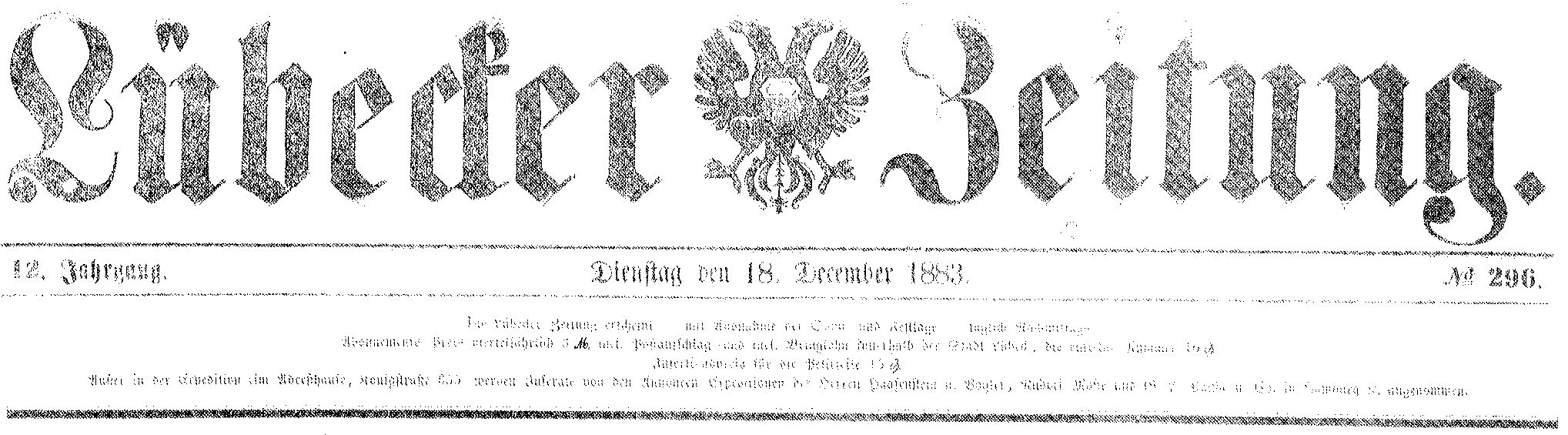
Kopf der Lübecker Zeitung (1883)

Nach der Befreiung Lübecks hatte sich Johann Hinrich Borchers beim Senat um das Privilegium einer politischen Zeitung beworben. Dieses erhielt er und am 13. Dezember 1813 erschien deren erste Nummer unter der Bezeichnung: Die Lübeckische Zeitung oder Der politische Anzeiger. Sie erschien bis 1817.
Der Buchdrucker Römhild, er druckte die 20 Jahre zuvor wieder eingegangene Lübeckische Fama, begründete ein Konkurrenzunternehmen unter dem Titel Hanseatische Beobachter um das borcherssche Blatt wieder zu verdrängen. Dieses Vorhaben scheiterte jedoch.
Ab 1872 erschien im Verlag Gebrüder Borchers die Lübecker Zeitung als politische Ergänzung zu den Lübeckischen Anzeigen. Sie etablierte sich im Gegensatz zu ihren Vorgängern und ging 1891 in den Lübeckischen Anzeigen auf.

### Allgemeine Lauenburgische Landeszeitung

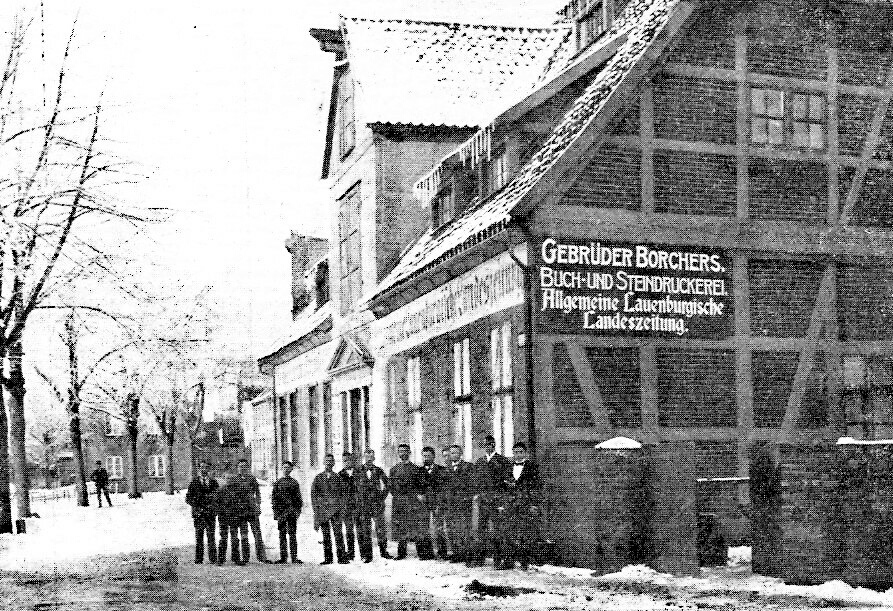
Geschäftshaus der Filiale zu Lauenburg

Am 17. September 1870 erschien im Verlag von Rudolph Dominé in Lauenburg die erste Probenummer der ab dem 1. Oktober dreimal wöchentlich erscheinenden Allgemeinen Lauenburgischen Landeszeitung im Klein-Folio-Format. Das Format wurde zum 30. Dezember 1875 vergrößert. Das Blatt erschien ab dem 1. Dezember 1877 täglich. Am 1. Juni 1885 ging die Druckerei nebst Zeitungsverlag in den Besitz der Firma Gebrüder Borchers zu Lübeck über Die Abonnementkreis wurde ab dem 1. April 1891, durch die Herabsetzung des vierteljährlichen Abonnementenpreises von 3 auf 2 Mark, vergrößert. Den Untertitel General-Anzeiger für den Kreis Herzogthum Lauenburg führte das Blatt seit dem 1. Oktober 1899.

## Das Geschäftshaus (1901)

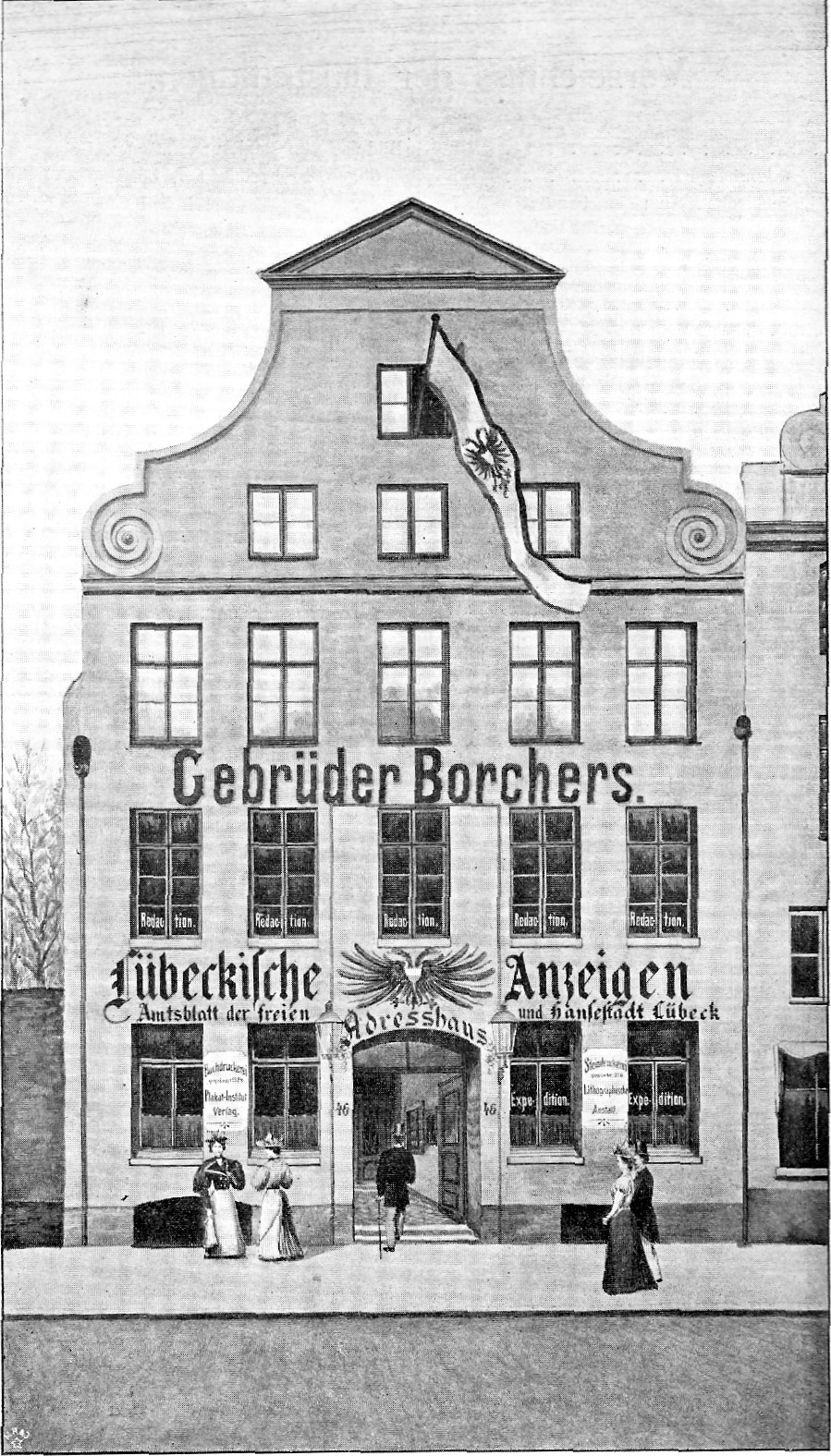
Geschäftshaus in der Königstraße 46

Schon von weitem schien dem die Königsstraße Entlangkommenden die Firmeninschrift Gebrüder Borchers und der Titel Lübeckische Anzeigen, Amtsblatt der freien und Hansestadt Lübeck an der mittelalterlichen Hausfassade entgegen. Über dem rundbogigen Hauseingang prangte unter dem lübeckischen Adler der von alters her übernommene Name des Geschäftshauses. Da man hier die Adressen für alle Belange des Lebens erfragen konnte, war es das Adresshaus.
Betrat man den Vorflur, so fand man deren Wänden die neuesten Nummern der beiden Tagesausgaben angeschlagen. Gleich rechts neben dem Eingang lag das Expeditions- und Kassenzimmer. In dem Mittelzimmer hinter diesem befand sich die Fernsprechzentrale sowie das Archiv des Geschäfts. Hinter diesem befand sich zum Hof hinaus das Geschäftszimmer des Geschäftsführers der Firma. Dessen Kontor gegenüber lag das für Besprechungen und Konferenzen bestimmte Privatcontor des Chefs.
Durch ein Vorzimmer, in dem sich das Lager der Verlagswerke der Firma, der Verfassungsgeschichte, der Volks- und Kinderreime, der Kanal-Festschriften sowie Orientierungswerke sich befanden, gelangte man zu den Arbeitsplätzen des Teilhabers und des Prokuristen. An dessen Wänden hingen mehrere Erinnerungsstücke an die Geschichte der Firma. Neben mehreren Bismarck-Reliquien, dem Gedenkblatt zur Feier der Hanseatischen Legion aus dem Jahr 1863 oder das Handschriftenalbum zur Erinnerung an die zweite Germanisten-Versammlung im Jahre 1847 mit Handschriften Geibels, Jacob und Wilhelm Grimms sowie das der Firma 1895 verliehene Ehrendiplom der Deutsch-Nordischen Handels- und Industrie-Ausstellung, welches der Druckerei im Zusammenhang mit einer silbernen Medaille für hervorragende Leistung verliehen wurde.
Die Treppe hinauf, vorbei an zwei Venus und Apollo darstellenden Treppenfiguren gelangte man in den ersten Stock. In dessen drei zur Straße hin gelegenen Zimmern befand sich die Chef- sowie die Lokalredaktion der Lübeckischen Anzeigen. Des Weiteren befand sich in diesem Stock das große Conferenz- oder Lotteriezimmer in dem die Ziehungslisten der Staatslotterie mit den Aufzeichnungen im Ziehungssaal verglichen wurden. Zudem befand sich hier das Lithographen-Zimmer. Im Flügel war die Setzerei, wo die nach dem mergenthalerischen Modelle der Berliner Firma Typograph 24 Stunden am Tag ihren Dienst versehen.
In der Etage darüber befand sich die Accidenz-Abteilung. Im dritten Stock war die Buchbinderei, ein Lager für Schreib- und eines für Druckpapier.
Ein bis in den dritten Stock reichender Fahrstuhl brachte alles in den Mantelsaal im Erdgeschoss.
Neben der Stereotypie im ersten Stock des Hinterhauses befand sich in ihm die Steindruckerei und die Zinkätzung. Deren Schnellpresse der Maschinenfabrik Mailänder in Cannstatt war als die erste ihrer Art in Lübeck für mehrere Betriebe vorbildlich geworden.
Jede Ausgabe der Lübeckischen Anzeigen trugen 25 Zeitungsfrauen für Lübeck auf den Weg, gingen an Postämter in über 150 deutschen und ausländischen Postorten sowie die 30 Agenturen in den verschiedenen Orten mit ihren Zeitungsbündeln.